# Erownuli Liga (2025)
Ten artykuł dotyczy trwającego lub niedawnego wydarzenia sportowego. Informacje w nim zamieszczone mogą się zmienić lub zdezaktualizować wraz z postępem zdarzenia. Początkowe doniesienia, wyniki lub statystyki mogą być niepewne. Ostatnie aktualizacje do tego artykułu mogą nie odzwierciedlać najbardziej aktualnych informacji.
Erownuli Liga 2025 (znana jako Crystalbet Erovnuli Liga ze względów sponsorskich) jest 37. sezonem najwyższej klasy rozgrywkowej w Gruzji w piłce nożnej.
W rozgrywkach bierze udział 10 drużyn, które od 28 lutego do 13 grudnia 2025 rozegrają 36 kolejek meczów. Obrońcą tytułu jest drużyna Iberia 1999.

## Format rozgrywek
Dziesięć uczestniczących drużyn gra ze sobą czterokrotnie.
Zwycięzca ligi zostaje mistrzem Gruzji i kwalifikuje się do I rundy kwalifikacyjnej Ligi Mistrzów UEFA.
Drużyna, która zajmie drugie, trzecie miejsce i zdobywca Pucharu Gruzji, kwalifikują się do I rundy kwalifikacyjnej Ligi Konferencji Europy UEFA.
W przypadku zdobycia pucharu przez drużynę, która zapewni sobie grę w europejskich pucharach, awans otrzymuje czwarta drużyna rozgrywek.
Do niższej ligi spada bezpośrednio ostatnia drużyna, a ósma i dziewiąta rozegra baraż z drużyną z niższej ligi.

## Drużyny
| Uczestnicy poprzedniej edycji | Uczestnicy poprzedniej edycji | Uczestnicy poprzedniej edycji | Uczestnicy poprzedniej edycji |
| --- | ----------------------------- | ----------------------------- | ----------------------------- |
| IBE | Iberia 1999                   | Tbilisi                       | 1                             |
| TKU | Torpedo Kutaisi               | Kutaisi                       | 2                             |
| DIL | Dila Gori                     | Gori                          | 3                             |
| DBA | Dinamo Batumi                 | Batumi                        | 4                             |
| SCK | Samgurali Ckaltubo            | Ckaltubo                      | 5                             |
| KPO | Kolcheti 1913 Poti            | Poti                          | 6                             |
| DTB | Dinamo Tbilisi                | Tbilisi                       | 7                             |
| po barażach |                               |                               |                               |
| GTB | FC Gagra                      | Tbilisi                       | 8                             |
| TEL | SK Telawi                     | Telawi                        | 9                             |
| Awans z Erownuli Liga 2 |                               |                               |                               |
| GAR | Garedżi Sagaredżo             | Sagaredżo                     | 1                             |
| Oznaczenia: - kolumna pierwsza – skróty nazw drużyn, - kolumna trzecia – siedziba klubu, - kolumna czwarta – miejsce zajęte w poprzednim sezonie. |                               |                               |                               |

## Tabela
| Lp. | Drużyna            | M  | Z  | R | P  | B+ | B– | +/– | Pkt | Kwalifikacja lub spadek                        |
| --- | ------------------ | -- | -- | - | -- | -- | -- | --- | --- | ---------------------------------------------- |
| 1   | Iberia 1999        | 21 | 14 | 6 | 1  | 37 | 13 | +24 | 48  | Liga Mistrzów UEFA • I runda kwalifikacyjna    |
| 2   | Dila Gori          | 21 | 14 | 2 | 5  | 35 | 22 | +13 | 44  | Liga Konferencji UEFA • I runda kwalifikacyjna |
| 3   | Dinamo Tbilisi     | 21 | 10 | 6 | 5  | 31 | 18 | +13 | 36  | Liga Konferencji UEFA • I runda kwalifikacyjna |
| 4   | Dinamo Batumi      | 21 | 9  | 6 | 6  | 24 | 23 | +1  | 33  |                                                |
| 5   | Torpedo Kutaisi    | 21 | 9  | 5 | 7  | 23 | 22 | +1  | 32  |                                                |
| 6   | Samgurali Ckaltubo | 21 | 6  | 5 | 10 | 31 | 25 | +6  | 23  |                                                |
| 7   | Gagra              | 21 | 6  | 5 | 10 | 20 | 26 | −6  | 23  |                                                |
| 8   | Garedżi Sagaredżo  | 21 | 4  | 7 | 10 | 19 | 24 | −5  | 19  | baraż o utrzymanie                             |
| 9   | Telavi             | 21 | 4  | 5 | 12 | 17 | 41 | −24 | 17  | baraż o utrzymanie                             |
| 10  | Kolcheti-1913 Poti | 21 | 3  | 5 | 13 | 14 | 37 | −23 | 14  | spadek do Erovnuli Liga 2                      |

## Wyniki spotkań
| Gospodarz \ Gość   | DIL | DBT | DTB | GAG | GAR | IBE | KOL | SMG | TEL | TKU | DIL    | DBT    | DTB    | GAG    | GAR    | IBE    | KOL    | SMG    | TEL    | TKU    |
| ------------------ | --- | --- | --- | --- | --- | --- | --- | --- | --- | --- | ------ | ------ | ------ | ------ | ------ | ------ | ------ | ------ | ------ | ------ |
| Dila Gori          |     | 1–1 | 2–1 | 2–0 | 2–1 | 0–1 | 2–0 | 4–3 | 6–1 | 0–1 |        | 13 gru | 13 wrz | 25 paź | 2–0    | 0–6    | 27 wrz | 2 gru  | 30 sie | 8 lis  |
| Dinamo Batumi      | 0–3 |     | 1–0 | 2–1 | 1–1 | 2–3 | 2–0 | 2–0 | 2–0 | 1–0 | 29 lis |        | 1–4    | 1–2    | 25 paź | 8 lis  | 13 gru | 27 wrz | 20 wrz | 30 sie |
| Dinamo Tbilisi     | 2–1 | 1–1 |     | 1–1 | 1–0 | 1–2 | 3–0 | 2–1 | 2–1 | 2–0 | 4 paź  | 18 paź |        | 29 lis | 30 sie | 20 wrz | 1 lis  | 1–1    | 8 lis  | 6 gru  |
| Gagra              | 0–0 | 1–1 | 0–4 |     | 1–1 | 0–1 | 1–1 | 0–2 | 3–0 | 1–2 | 0–1    | 1 lis  | 13 wrz |        | 2 gru  | 4 paź  | 22 lis | 23 sie | 6 gru  | 18 paź |
| Garedżi Sagaredżo  | 0–1 | 0–0 | 1–2 | 0–1 |     | 1–1 | 4–1 | 2–1 | 0–0 | 1–1 | 18 paź | 0–1    | 22 lis | 20 wrz |        | 6 gru  | 23 sie | 1 lis  | 29 lis | 4 paź  |
| Iberia 1999        | 1–0 | 1–1 | 1–0 | 3–1 | 2–1 |     | 4–0 | 2–1 | 2–0 | 2–0 | 1 lis  | 23 sie | 2 gru  | 13 gru | 27 wrz |        | 13 wrz | 22 lis | 2–3    | 0–0    |
| Kolcheti-1913 Poti | 1–2 | 0–2 | 0–0 | 0–2 | 0–1 | 2–2 |     | 2–1 | 1–0 | 2–2 | 6 gru  | 4 paź  | 1–3    | 30 sie | 8 lis  | 29 lis |        | 18 paź | 25 paź | 20 wrz |
| Samgurali Ckaltubo | 0–1 | 3–0 | 0–0 | 0–2 | 3–1 | 0–0 | 0–1 |     | 7–0 | 0–1 | 20 wrz | 6 gru  | 25 paź | 8 lis  | 2–2    | 30 sie | 2–0    |        | 4 paź  | 29 lis |
| Telavi             | 2–3 | 1–2 | 1–1 | 0–1 | 1–0 | 0–0 | 1–0 | 1–3 |     | 1–3 | 22 lis | 2 gru  | 23 sie | 27 wrz | 13 wrz | 18 paź | 1–1    | 13 gru |        | 1 lis  |
| Torpedo Kutaisi    | 1–2 | 1–0 | 2–0 | 2–1 | 0–2 | 0–1 | 2–1 | 1–1 | 1–2 |     | 23 sie | 22 lis | 27 wrz | 2–1    | 13 gru | 25 paź | 2 gru  | 13 wrz | 1–1    |        |

## Najlepsi strzelcy
| Bramki | Zawodnik            | Klub               |
| ------ | ------------------- | ------------------ |
| 11     | Iuri Tabatadze      | Iberia 1999        |
| 8      | Giorgi Abuashvili   | Kolcheti-1913 Poti |
| 8      | Giorgi Pantsulaia   | Samgurali Ckaltubo |
| 8      | Shota Shekiladze    | Dila Gori          |
| 8      | Tornike Morchiladze | Dinamo Tbilisi     |
| 7      | Jalen Blesa         | Dinamo Batumi      |
| 7      | Bjørn Maars Johnsen | Torpedo Kutaisi    |
| 7      | Luka Khorkheli      | Samgurali Ckaltubo |
| 7      | Levan Papava        | Garedżi Sagaredżo  |

Stan na 2025-08-18. Źródło: .

## Stadiony
| Dila Gori               |
| ----------------------- |
| im. Tengiza Burdżanadze |
| Pojemność: 8230         |
|                         |

| Dinamo Batumi     |
| ----------------- |
| Stadion Batumi    |
| Pojemność: 20 000 |
|                   |

| Dinamo Tbilisi       |
| -------------------- |
| im. Borysa Paiczadze |
| Pojemność: 54 549    |
|                      |

| FC Gagra                |
| ----------------------- |
| Ilia Kokaias Sakhelobis |
| Pojemność: 500          |
|                         |

| Garedżi Sagaredżo |
| ----------------- |
| Central stadium   |
| Pojemność: 2000   |
|                   |

| Kolcheti-1913 Poti |
| ------------------ |
| Stadion Fazisi     |
| Pojemność: 6000    |
|                    |

| Saburtalo Tbilisi      |
| ---------------------- |
| im. Micheila Meschiego |
| Pojemność: 27 223      |
|                        |

| Samgurali Ckaltubo   |
| -------------------- |
| im. Dawita Abaszidze |
| Pojemność: 4558      |
|                      |

| SK Telawi               |
| ----------------------- |
| im. Giwiego Czocheliego |
| Pojemność: 12 000       |
|                         |

| Torpedo Kutaisi     |
| ------------------- |
| im. Ramaza Szengeli |
| Pojemność: 19 400   |
|                     |

Źródło: .